# League City
League City är en stad (city) i Galveston County, och Harris County, i Texas. Vid 2010 års folkräkning hade League City 114 392 invånare.